# Çiğ köfte

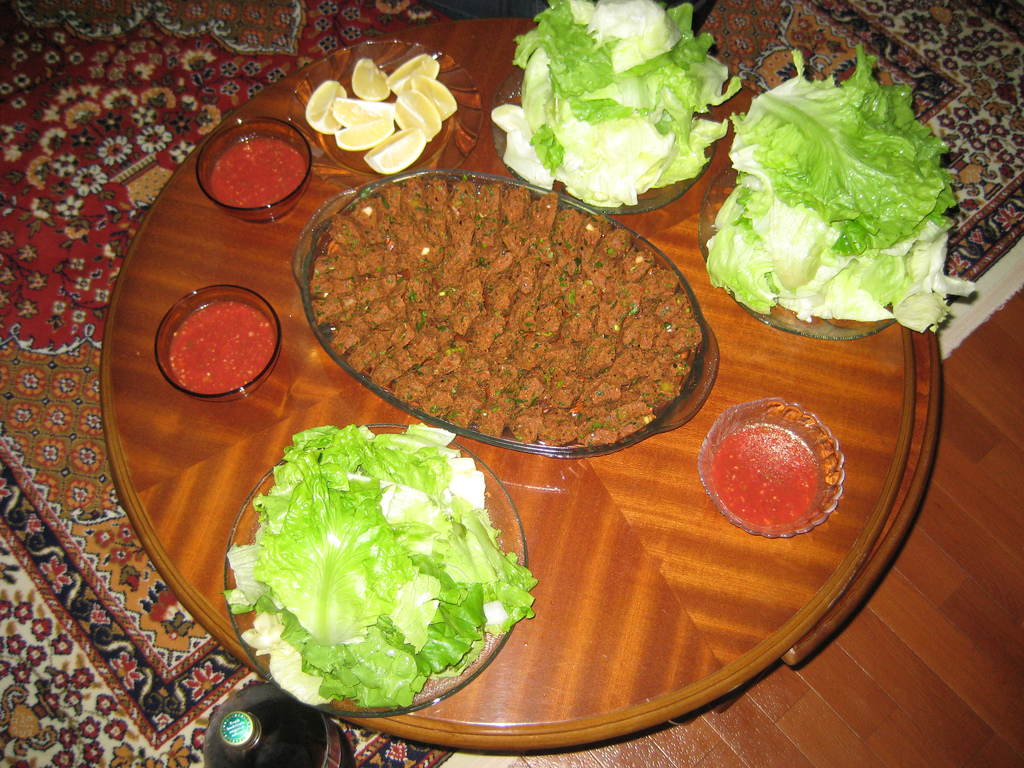
Çiğ köfte.

El çiğ köfte (en turco literalmente significa ‘pastel de carne cruda’) o çiğköfte es un plato de carne cruda típico de la cocina turca, muy parecido al kibé nayé y en menor medida al filete tártaro. Se hace con carne de ternera o cordero y suele servirse como aperitivo en Armenia y Turquía, especialmente en Şanlıurfa.

## Variantes
En caso de usar ternera, se emplea carne picada, retirando previamente los tendones y el tocino. Debe usarse carne de alta calidad, de forma que pueda servirse cruda con las debidas garantías sanitarias. Suele recomendarse el London broil o el filete de cadera.
Carne de oveja se usa a menudo para preparar çiğ köfte en lugar de cordero o la ternera. Tanto armenios como turcos consideran este plato un meze (aperitivo), sirviéndolo casi congelado. La carne cruda no se guarda de un día para otro, reservándose para ocasiones especiales. El cordero usado debe deshuesarse, limpiarse de cartílagos y recortarse antes de prepararse. Se supone que el animal debe sacrificarse, comprarse y prepararse el mismo día para asegurar la frescura.
Además de la carne, se necesita bulgur. Otros ingredientes son las cebollas suaves, las cebolletas, el perejil y normalmente el pimiento rojo. Existen variantes del plato con salsa de tomate, Tabasco y hojas de hierbabuena. Cuando se sirve puede presentarse con forma de bolas, o en una sola pieza. Generalmente se consume acompañado de pide o lavaş.

## Preparación y consumo
El bulgur se amasa con cebolla picada y agua hasta ablandarlo. Entonces se añade una pasta de tomate y pimiento, especias y carne de ternera muy picada, completamente libre de grasa. Se añaden más especias mientras se trabaja la masa, a lo que se llama «cocinar» la carne. Por último se añaden cebolleta, hierbabuena fresca y perejil.
Una especia que está relacionada con el çiğ köfte, y con Şanlıurfa en general, es el isot, un pimentón muy oscuro, casi negruzco, preparado de una forma especial, que se considera indispensable en la auténtica receta local de este plato, y también del lahmacun.
Una forma popular de comer el çiğ köfte es enrollado en una hoja de lechuga y acompañado de ayran. Otros lo comen como un meze junto con rakı.